# Teucrium heterophyllum
Teucrium heterophyllum é uma espécie de planta com flor pertencente à família Lamiaceae. 
A autoridade científica da espécie é L'Hér., tendo sido publicada em Stirpes Novae aut Minus Cognitae 84, f. 49. 1784 (1785).

## Portugal
Trata-se de uma espécie presente no território português, nomeadamente os seguintes táxones infraespecíficos:
- Teucrium heterophyllum subsp. heterophyllum - presente no Arquipélago da Madeira. Em termos de naturalidade é endémica da região atrás referida. Não se encontra protegida por legislação portuguesa ou da Comunidade Europeia.